# San Ramón (Alajuela)
San Ramón è un distretto della Costa Rica, capoluogo del cantone omonimo, nella provincia di Alajuela.